# Кормоуборочный комбайн

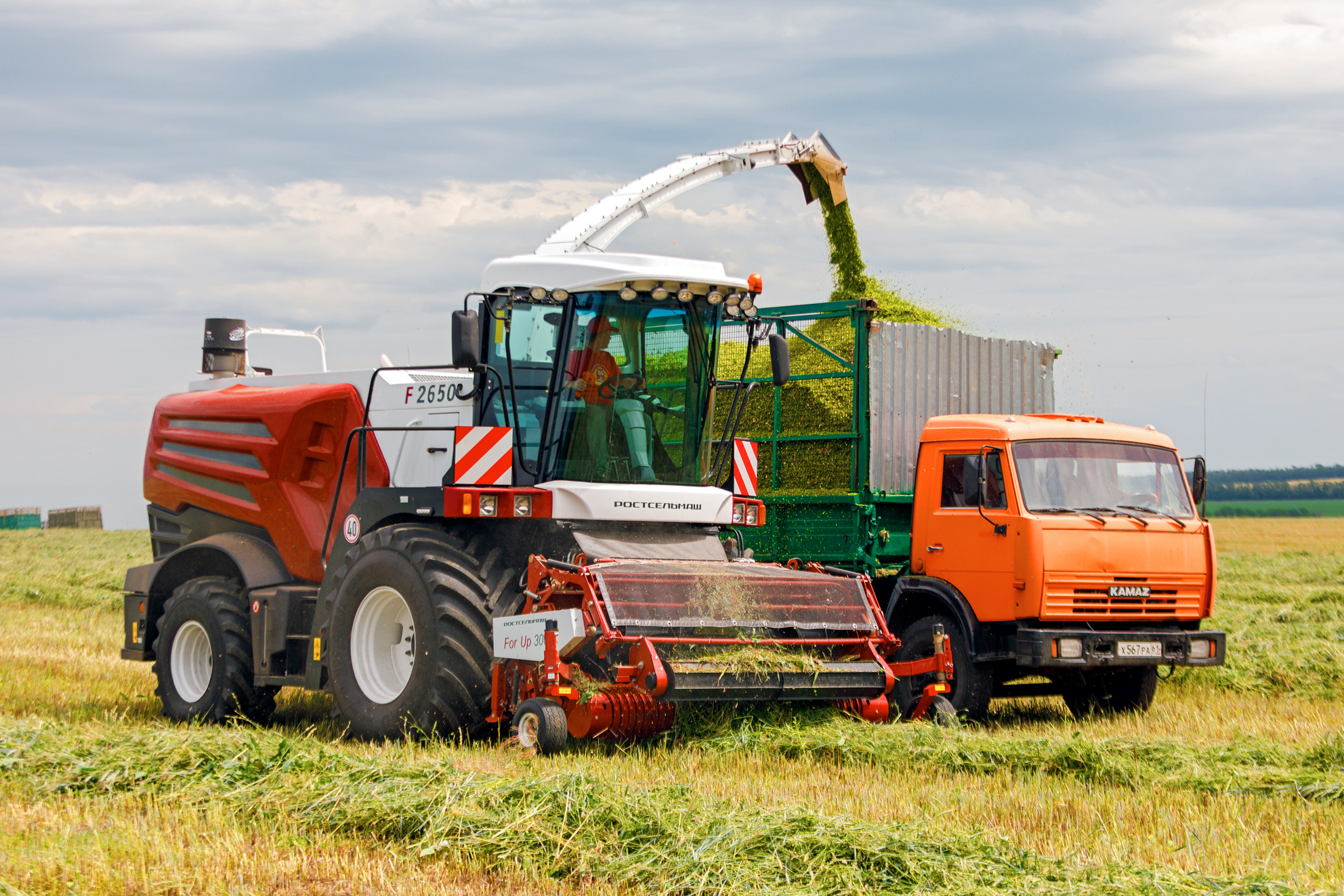
Уборка кормовой травы из валков комбайном F2650

Кормоуборочный комбайн — сельскохозяйственная машина (комбайн), предназначенная для скашивания сеяных и естественных трав, высокостебельных культур (подсолнечника, кукурузы), а также для подбора из валков провяленной травы с одновременным измельчением и погрузкой массы в транспортные средства.

## История
В 1949 году был создан первый  в СССР прицепной силосоуборочный комбайн «СК-1,2». В 1953 году был начат выпуск более производительных «СК-2,6». За 4 года таких комбайнов было выпущено более 54500 штук.

С 1964 года выпускаются кормоуборочные комбайны «КС-2,6», а с 1972 года — «КС-1,8 Вихрь».

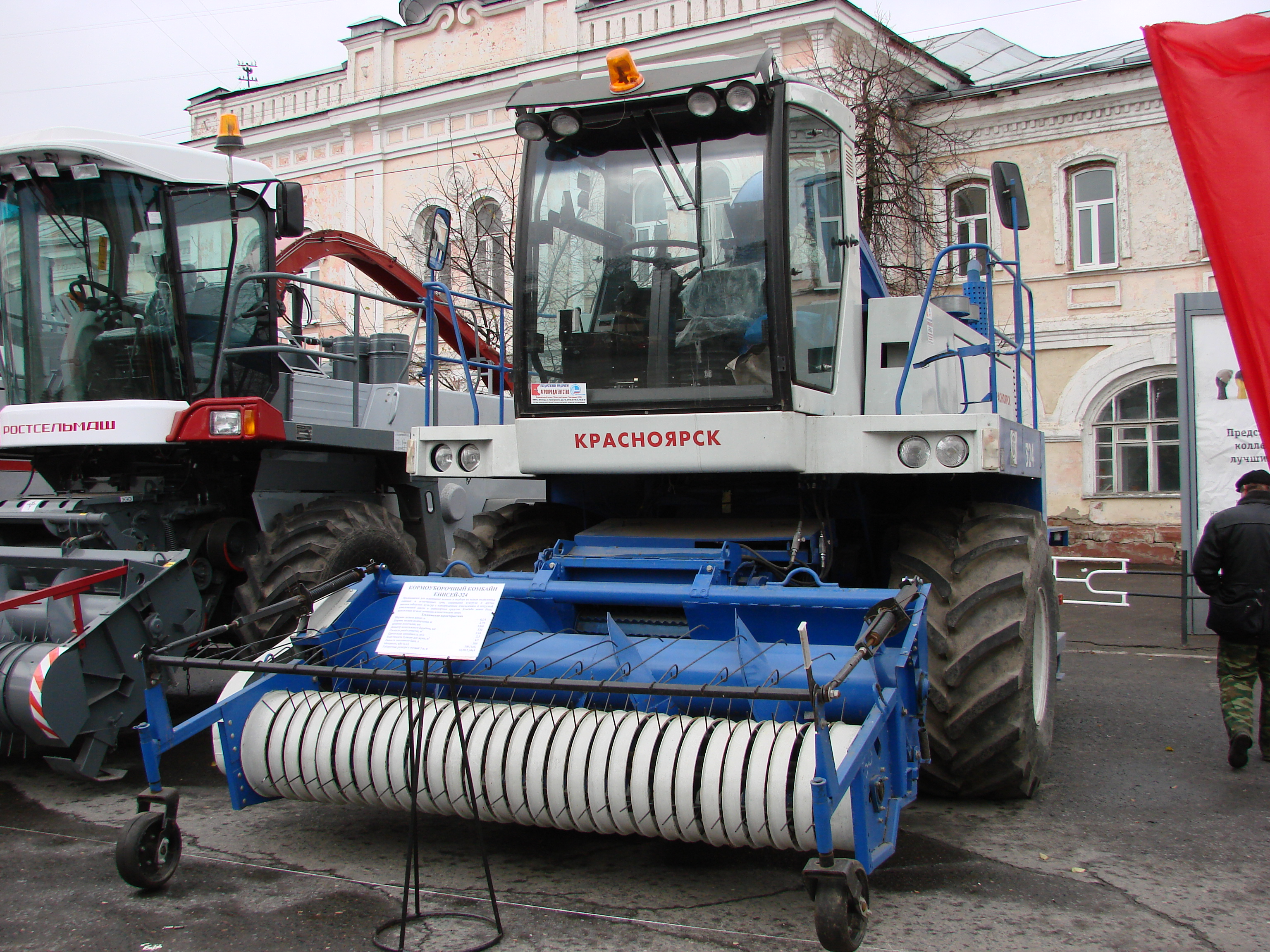
Кормоуборочный комбайн «Енисей-324» с жаткой-подборщиком для уборки валков

Первым самоходным кормоуборочным комбайном является «КСГ-2,6». Он был создан на основе рисоуборочной модификации зерноуборочного комбайна «СКД-5Р Сибиряк».
С 1986 года выпускается кормоуборочный комбайн Ростсельмаш «Дон 680» и его модификации. 
С 2019 года отечественный производитель Ростсельмаш выпускает серию кормоуборочных комбайнов F 2000 мощностью до 643 л.с и пропускной способностью до 200 т/ч.

## Классификация
Различают следующие виды кормоуборочных комбайнов:
- По принципу агрегатирования
  - прицепные
  - самоходные
- По типу измельчающего аппарата
  - барабанного типа (ножи находятся на поверхности барабана с горизонтальной осью, расположенной перпендикулярно направлению движения измельчаемой массы)
  - дискового типа (ножи расположены по радиусу диска, ось которого направлена вдоль движения измельчаемой массы)

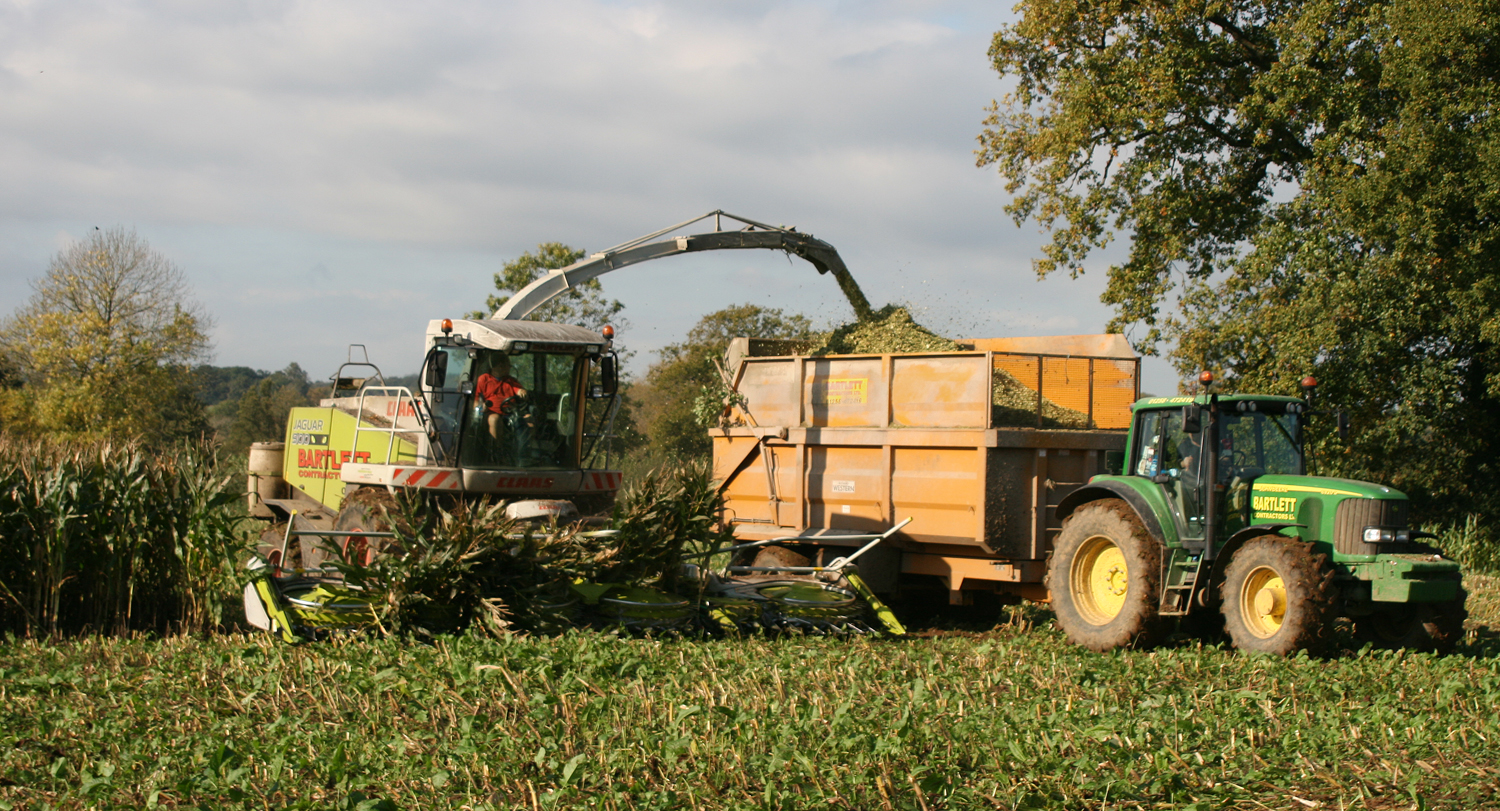
Уборка кукурузы на силос комбайном Claas Jaguar

## Применение
Кормоуборочные комбайны используются для заготовки сенажа, сена, травяной муки и силоса. В зависимости от убираемой культуры комбайны оборудуются жатками сплошного среза для уборки трав, жатками сплошного среза, ручьевыми или барабанными — для высокостебельных культур, а также подборщиком.